# Sacchettiové
Sacchettiové (italsky Sacchetti) je italská šlechtická rodina pocházející z Toskánska, jehož nejstarší zdokumentovaný člen Merlo žil na konci 10. a počátku 11. století. Jméno rodiny je odvozeno od jednoho nebo více členů známých jako Sacchetto. Eugenio Gamurrini ve své knize Istoria genealogica delle famiglie nobili toscane et umbre (Historie a rodokmeny šlechtických rodů) (1668–1685) umístil původ rodiny do gens Cornelia, jednoho z nejvýznamnějších rodů římské republiky, jehož prvním známým konzulem byl Servius Cornelius Cossus Maluginensis v roce 485 př. n. l. Podle Gamurriniho se rod Sacchettiů oddělil od větve Cornelii Merulae. Rodina byla ve Florencii dobře zavedená už během 12. století. Dante Alighieri se zmiňuje o rodině ve své Božské komedii, (Paradise Canto XVI.), ve které Dantův praděd, Cacciaguida degli Elisei (asi 1098 – asi 1148) uvádí starobylé rodiny Florencie a mezi nimi i rodinu Sacchettiů. V 19. století rodina Sacchettiů zdědila titul Prince of Palestrina a dostala povolení používat jméno Barberini.
Rodina má dvě hlavní větve, jednu, která zůstala ve Florencii až do doby vlády rodu Medici a přestěhovala se do Říma v šestnáctém století. Druhá, neapolská větev, přešla do služeb Normanů v jižní Itálii krátce po svém nuceném odchodu z Fiesoly.

## Florentská větev
Podle Ugolino di Vieri rodina pochází z Fiesole a patřila k rodinám, které byly nuceny odejít do Florencie poté, co bylo Fiesole v roce 1125 Florencí dobyto. Jeden z nejstarších dochovaných záznamů je z roku 1137; Sacchetto a jeho bratr Bernardino di Bonizo di Merlo uzavírají asociační smlouvu s členy rodiny Uberti (Strozziane Uguccioni, 11. srpna 1137). Uzavření smlouvy umožnilo potomkům podle patronymic (odvozování jména rodu od jména otce nebo předka přidáním předpony nebo přípony) používat nadále jména Sacchetti. Brodaio di Sacchetto byl zvolen do rady Florentské republiky v roce 1197 a konzulem v roce 1202, zatímco Cingisallo a Albizzo di Rovinoso je zapsán mezi Anziani v roce 1200. Když se florentská společnost rozdělila mezi politické frakce Guelfů a Ghibellinů, většina členů rodiny se postavila na stranu guelfů. V roce 1260 Teghiaio a Giambeto Sacchetti bojovali v bitvě u Montaperti proti sienským ghibelinům a Gaglia di Upizzino Sacchetti byl jeden z mužů obviněných ze špatného hájení Carroccio, a po porážce Florencie Sienou byl Sacchetti vyhnán z města. Přes podporu rodiny stranící guelfům byl Sacchetti vyloučen z možnosti zastávat veřejný úřad. Nakonec se rodina vrátila k radě a nejvyšším úřadům republiky. Antonio di Forese Sacchetti byl jmenován Signorií 7. července 1375 jako jeden z osmi členů výboru, známých jako Otto dei Preti (osm kněží), s právem provádět zdanění duchovenstva ve Florencii a Fiesole. Daň byla nucenou půjčkou nutnou na zaplacení smlouvy s žoldnéřem Sirem Johnem Hawkwoodem za cenu 130 000 zlatých. Antonio s ostatními členy byl exkomunikován papežem Řehořem XI. 31. března 1376.

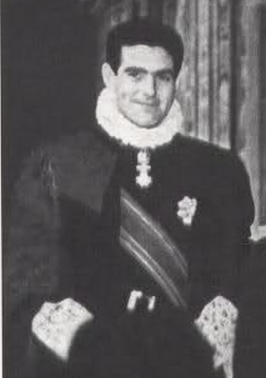
Markýz Giulio Sacchetti (1926–2010)

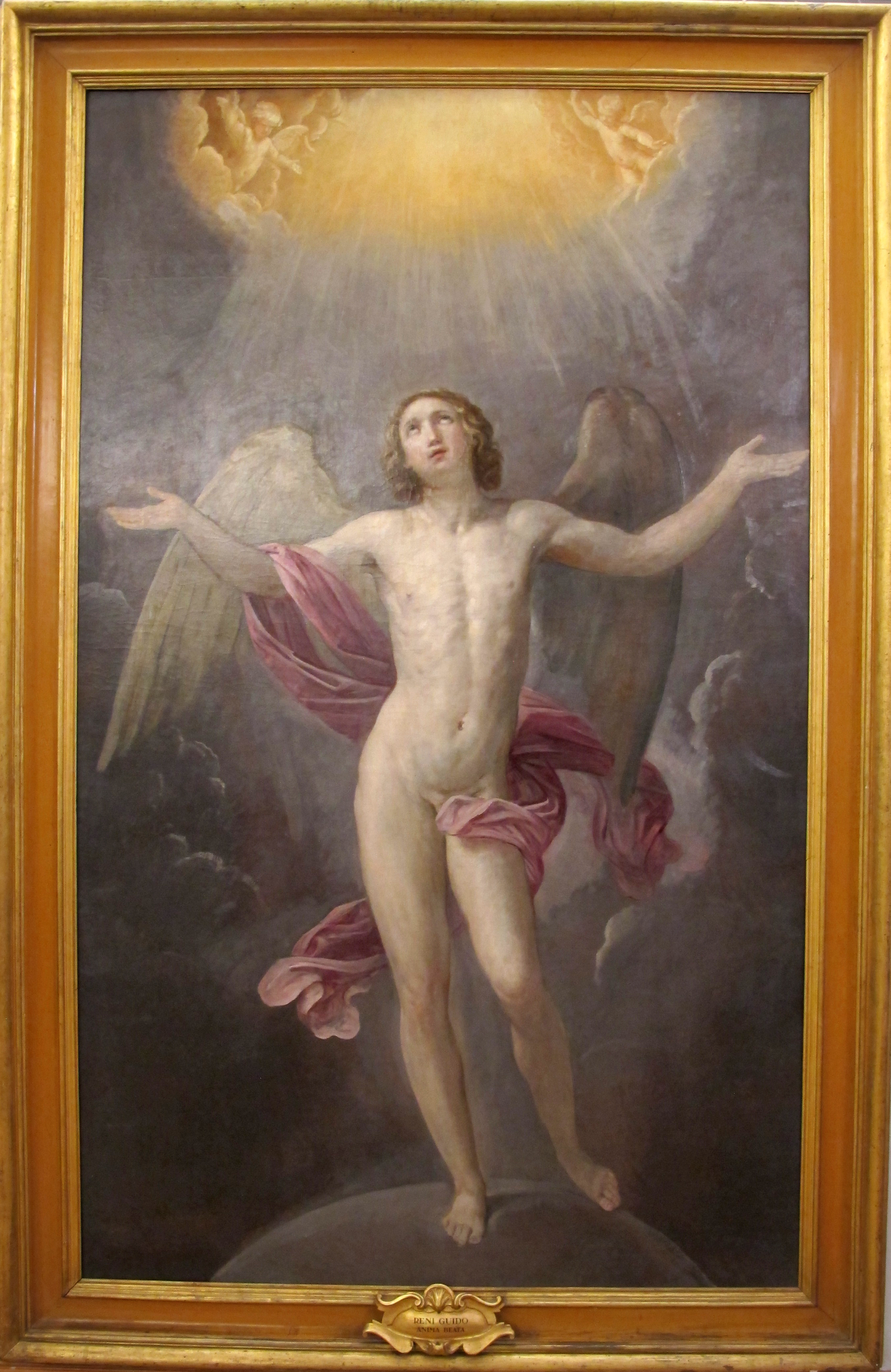
Anima Beata nebo Blahoslavená duše zobrazuje duši vzestupující do nebe směrem k božskému světlu. Reni byl dalším favoritem rodiny Sacchettiů. Alessandro Sacchetti se stal jeho blízkým přítelem a Reni byl v jeho péči, přičemž umělce během jeho závěrečné nemoci přivedl k různým lékařům. Sbírka Sacchettiů v Kapitolském muzeu v Římě.

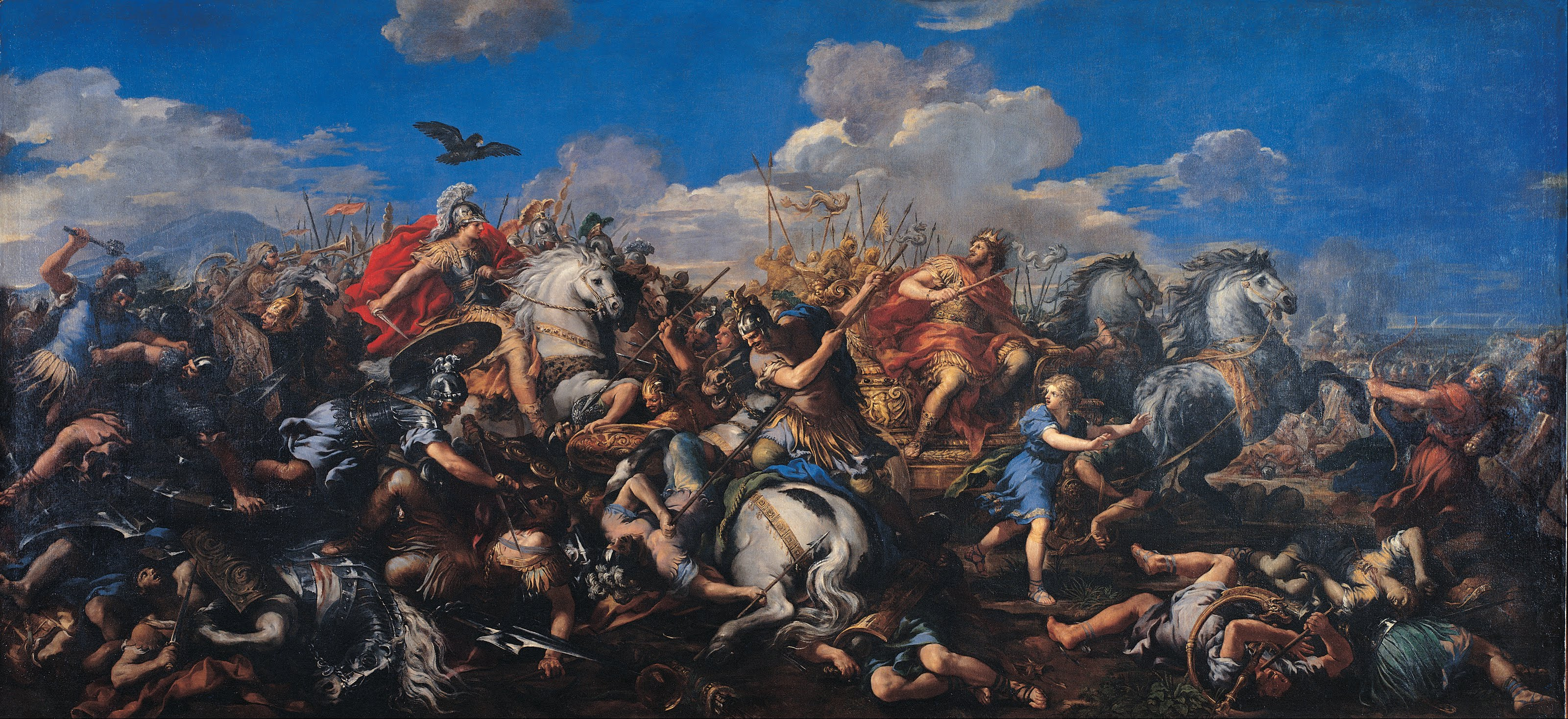
Pietro da Cortona, Bitva Alexandra s Dariusem

## Neapolská větev
Neapolská větev má počátek u bratrů Lancillotto a Avellino di Sacchetto. Lancillottův syn Cesare byl biskupem v Melfi. Ottone Sacchetti byl patriarchou Antiochie. Avellino získal výsady od normanského krále Rogera II. Sicilského a vytvořil království Gran Giustiziere. Gezzolino di Simone di Avellino obdržel baronský titul od krále Viléma II. Sicilského v roce 1173. Gezzolino také obdržel baronství na území Ceglia, Campia, Cavallino, Sellino, Ginosa, Castrignano, Levarano, Maladregno, Muflafia, Oira a Squinzano. Gezzolinův syn Ludovcio byl ženatý s Emilií Acciaioli. Měli tři syny: Angela, Iacopa a Alberica, který byl Praetor Tuscolano v 1224 za vlády císaře Fridricha II. Pietro Antonio di Agnelo, rytíř řádu Golden Spur (Zlaté ostruhy)byl guvernér města L'Aquila za krále Karla II. Anjou v roce 1285. Giovanni Pietro byl v roce 1268 jmenován Gran Giustiziere z Abruzzy. Andrea Guido, přezdívaný Guidotto byl v 1338 jmenován zastupujícím guvernérem Salerna králem Robertem I. Neapolským. Guidotto se oženil s Cecilií Brancacci. Měli nejméně tři syny: Carlo, Andrea a Filippo. Carlo,baron ze San Demetria a Policastrella a jeho manželka Isabella De Aloe uzavřeli manželství pro svého syna Giromlamo s Laudomií de Tufo dne 4. dubna 1412. Giromino a Laudomia de Tufo měli dva syny: Alfonsa a Mattea. Královna Johana II. Neapolská jmenovala Alfonsa guvernérem v provincii Calabria Citra. Alfonsův syn Giovanni Alfonsino získal v roce 1453 výsady od krále Alfonsa II. Pietro Antonio byl v roce 1485 jmenován Ferdinandem Aragonským (1488 – 1550) velitelem Cosenzy. Alessandro se stal markýzem ze S. Quirico, Foggie, Apulie. Francesco Antonio Sacchetti, narozený 1595 v San Severo, Foggia, Puglia byl jmenován biskupem v San Severo 1. října 1635 a vysvěcen 7. října 1635 kardinálem Giuliem Cesare Sacchettim. Dne 13. ledna 1648 byl jmenován biskupem v Troii, Foggii, Puglii a v této funkci zemřel v červnu 1662.

## Římská větev
Římskou větev založil Giovanni Battista Sacchetti, syn Mattea Sacchettiho a Nanny Carducciové. Byl obchodním partnerem rodiny Barberini papeže Urbana VIII. Oženil se s Francescou Altoviti, dcerou Alessandra Altoviti. Po uzavření manželství došlo k převedení finančních prostředků, majetku, výnosných vazeb na kurii a vztahy s klienty, které již rodina Altoviti založila. Manželé se přestěhovali z Florencie do Říma. Měli spolu devět dětí. Matteo (zemřel mladý), Bindo, Vincenzo, Clarice, Sandrina, Marcello, Alessandro, Ottavia, Matteo, Gianfrancesco a Giulio Cesare. Giulio Cesare se stal vlivným kardinálem a v letech 1644 a 1655 byl zahrnutý do francouzského seznamu vhodných kandidátů na papeže.
Gianfrancesco byl generální komisař papežských vojsk ve Valtellině v roce 1623 a 1626. V roce 1632 byl jmenován markýzem z Rigattini a markýzem z Baldachina v roce 1633, což mu přineslo titul vévody u papežského soudu. Současná římská větev je založena potomkem Mattea a jeho manželky Cassandra Ricasoli-Rucellai. Jejich syn Don Giovanni Battista a Caterina Acciaioli zdědili jejich titul a jejich syn Matteo, který se oženil s Chiarou Orsini, si vyměnil titul markýz z Rigattini za titul markýz z Romana. Jejich syn Giulio si vzal Maddalenu Azzan. Jejich syn Scipione se stal hlavním velitelem apoštolských paláců v roce 1794, což je titul, který rodina vlastnila až do zániku papežského soudu v 70. letech. Scipione si vzal dceru Eleonory Cenci Bolognetti, dcery Girolama, knížete z Vicovaru. Jejich syn Urbano se oženil s Beatrice Orsini, dcerou vévody Domenica z Graviny a Solofry, Marií Luise Torlonia, dcery vévodů Poli a Guadagnolo. Jejich mladší syn Luigi se oženil s Marií Colonnou-Barberini, princeznou a dědičkou Palestriny a s dekretem italského státu Luigi převzal titul své ženy a převzal příjmení Barberini. Nejstarší syn Urbana a Beatrice Orsini, Giulio si vzal Teresu, dceru markýze Antonia Geriniho a jeho manželky Anny Marie Borghese. Jejich syn Giovanni Battista byl radou státu Vatikán a oženil se s Matildou Lante Montefeltro della Rovere. Jejich syn Giulio, poslední hlavní velitel Vatikánu, si vzal Giovannellu Emo Capodilista, dceru hraběte Alvise a Maria Henriqueta Alvares Pereira de Mello, vévodů z Cadavalu. Giulio a Giovannella měli pět dětí. Současnou hlavou rodiny je jejich syn Urbano.

Sacchetti
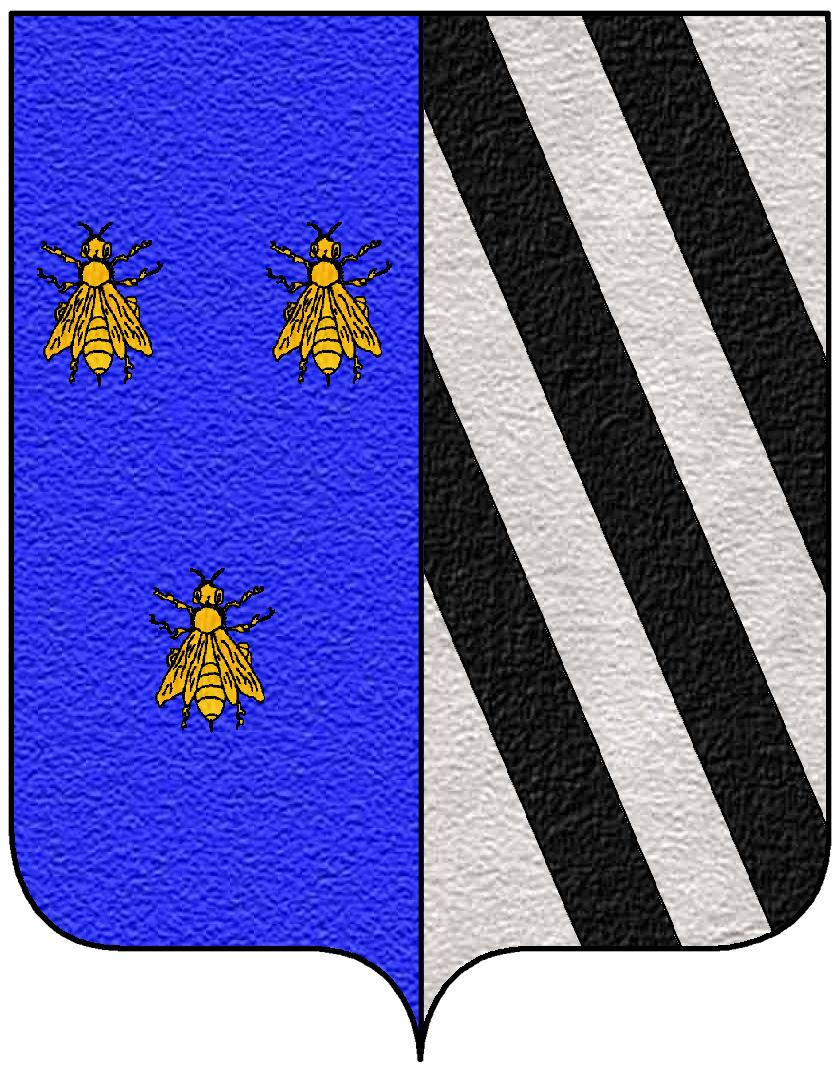
Sacchetti-Barberini
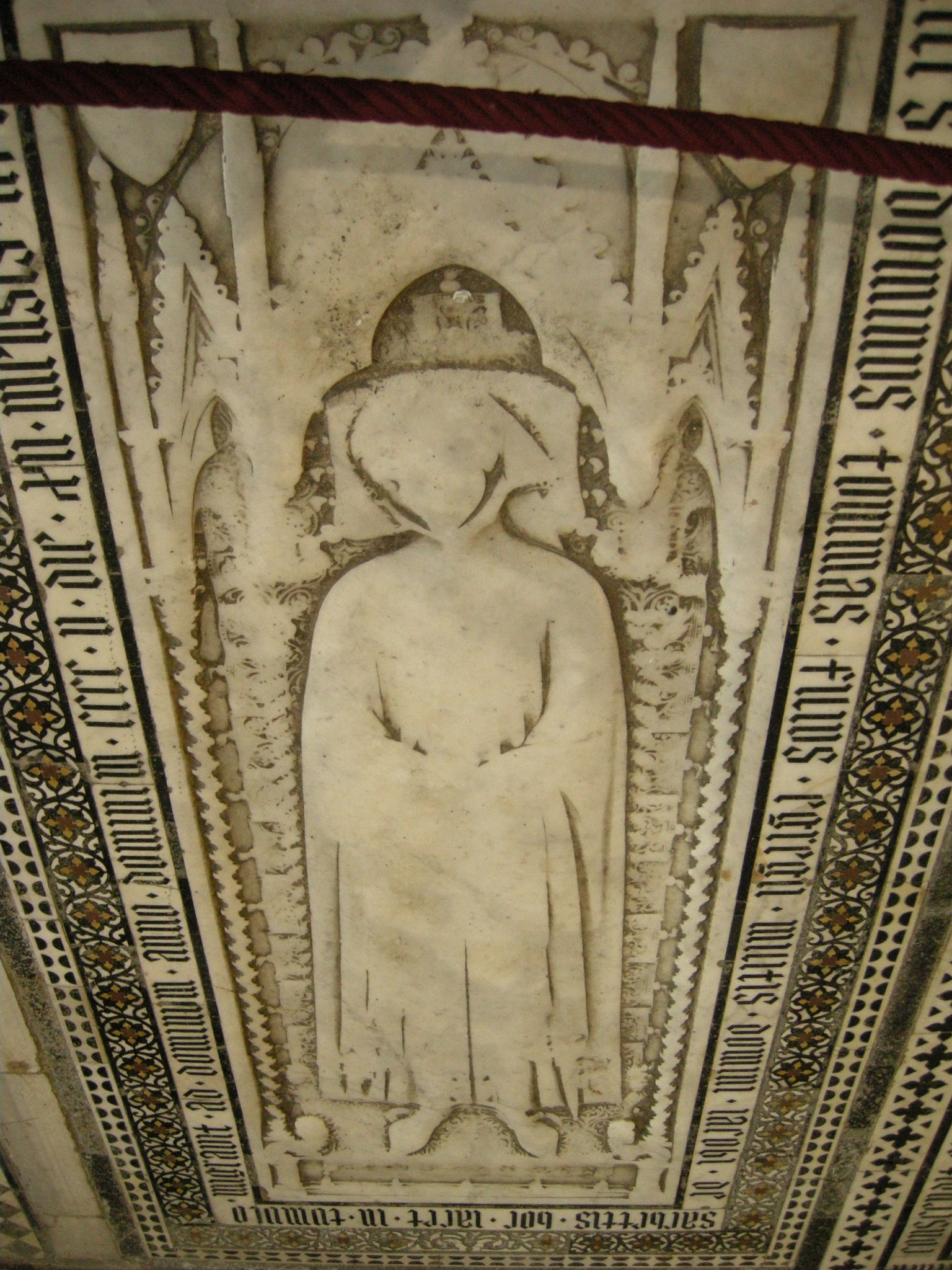
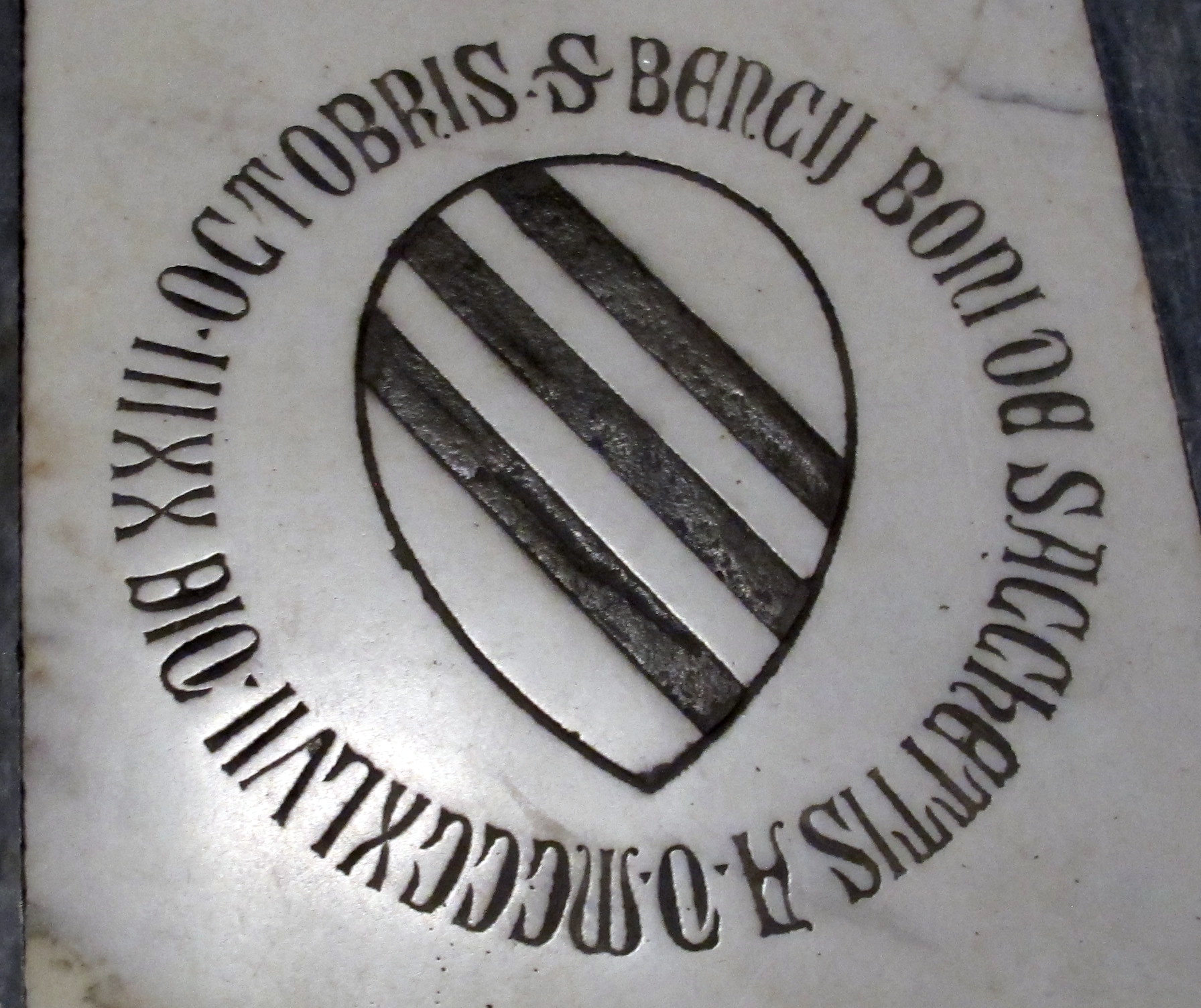
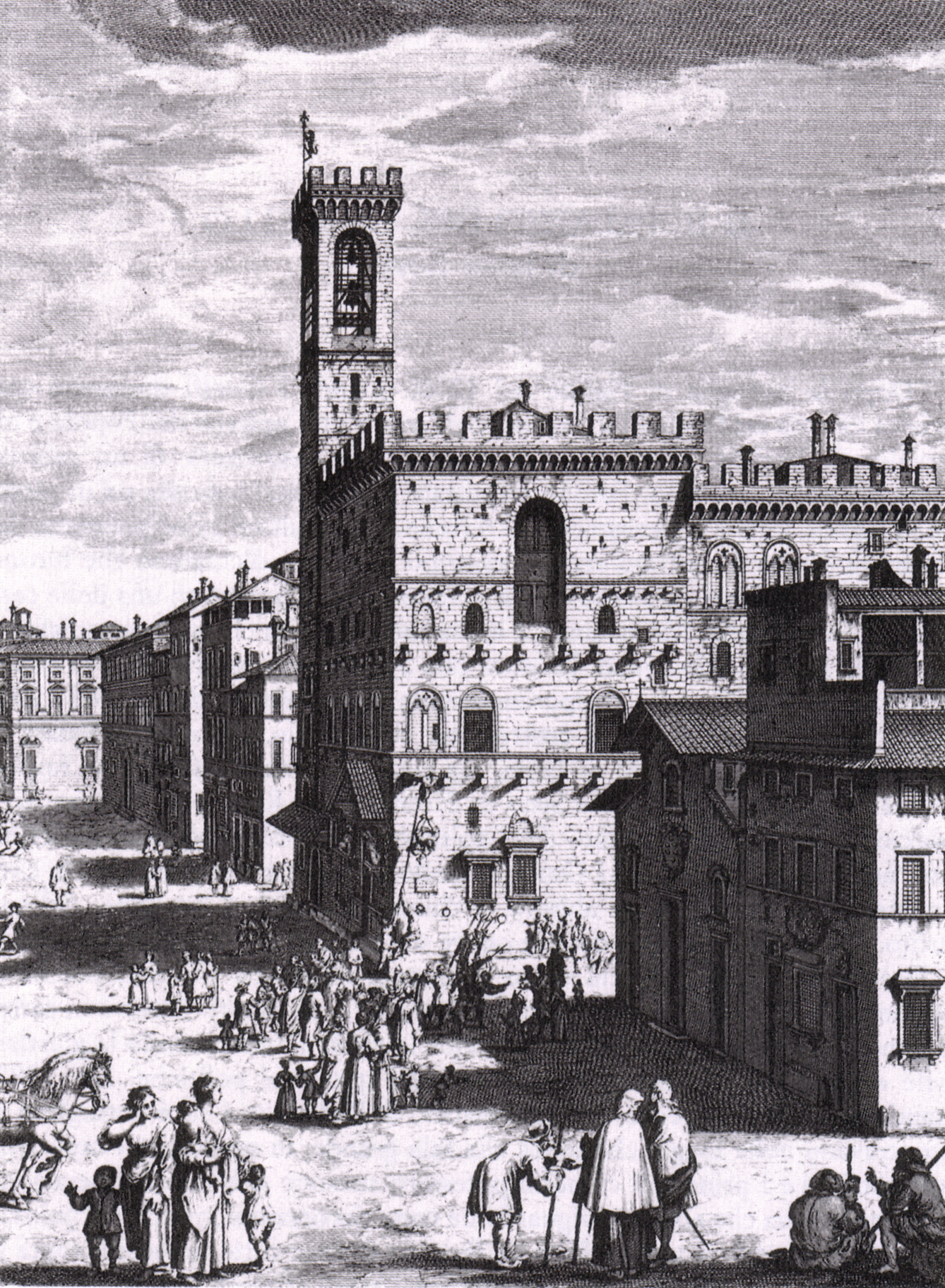
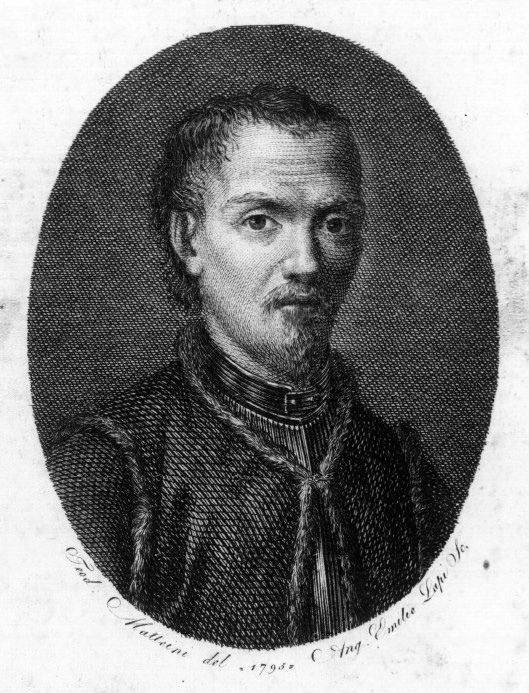
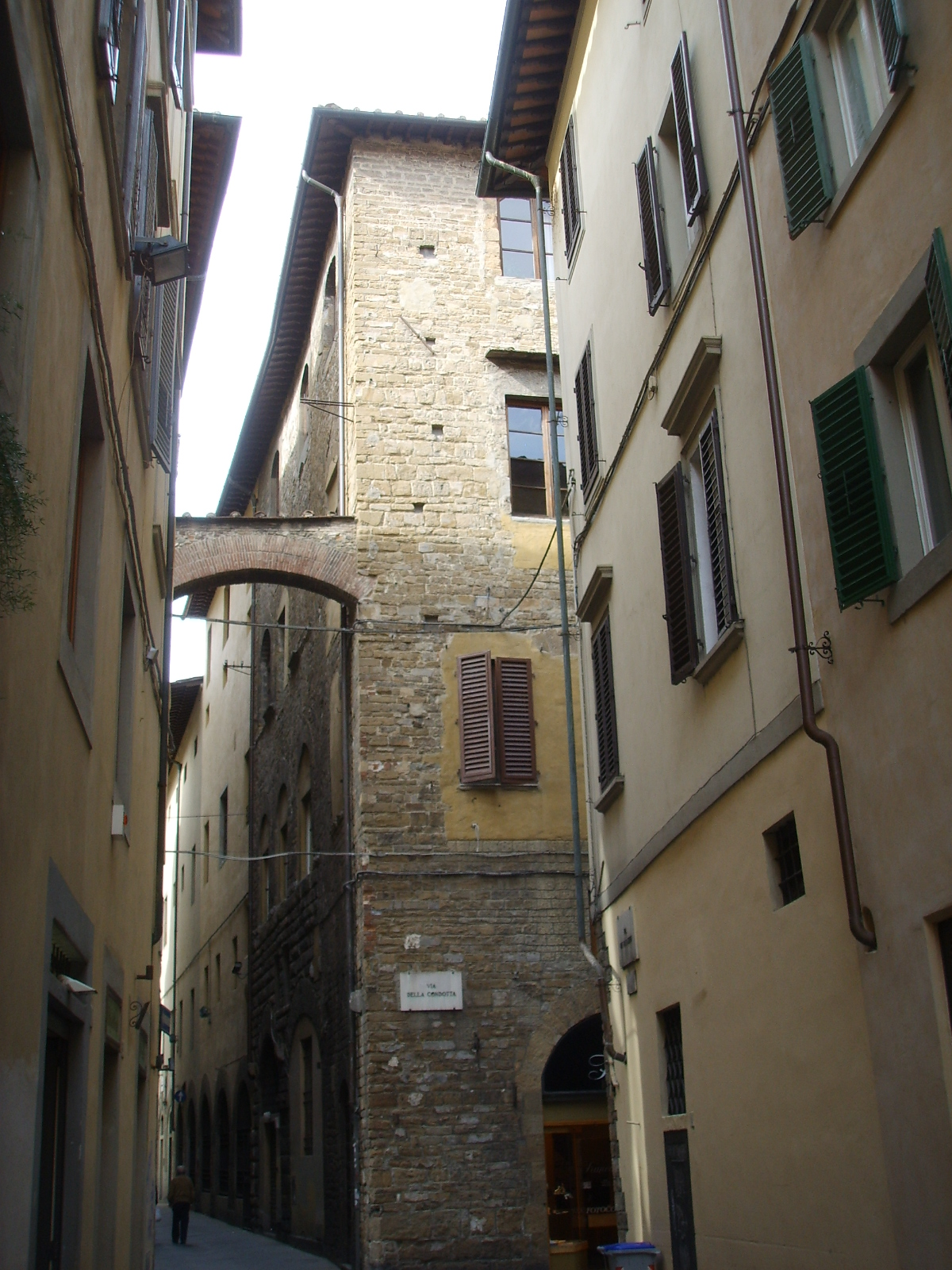
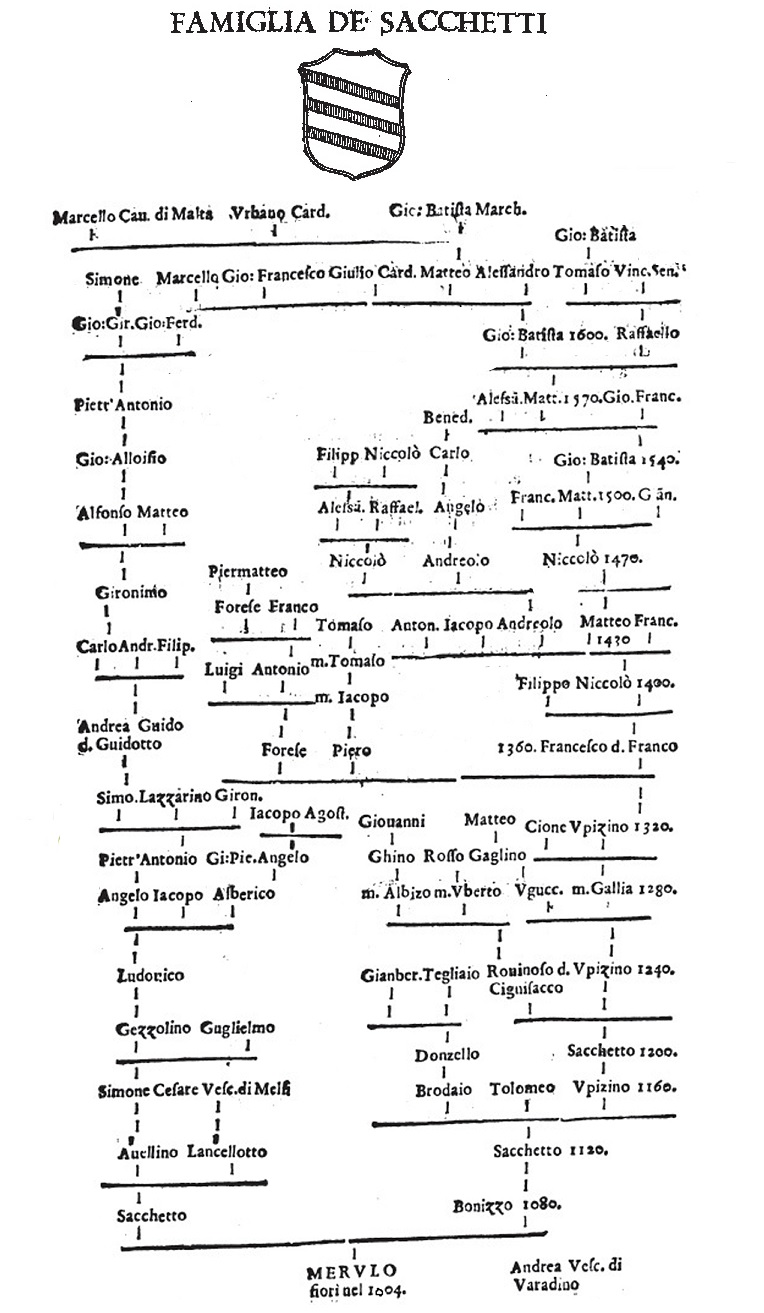

Popis k obrázkům v galerii
- Sacchetti-Barberini-Cornelia Barberini, dcera Urbana Barberiniho a Marie Teresy Boncompagniové, byla dědička a poslední z rodu Barberiniů. Cornelia si vzala Giulia Cesara Colonna di Sciarra. Tato linie se stala známou jako Barberini-Colonna. Poslední z této linie byla Maria, dcera Prince Enrica Barberini-Colonna a Teresy Orsiniové. Maria se stala dědičkou Barberini-Colonny. Maria si vzala Luigiho Sacchettiho, syna Marchese Dona Urbana a Donny Beatrice Orsiniové. Luigi převzal titul Princ Palestrina a jméno Sacchetti-Barberini, dnes jsou známí jako Barberini, knížata z Palestriny.
- Hrobka Tommaso di Tommaso Sacchetti
- Santa Maria Novella, Florencie, hrobka Benci di Uguccione Sacchetti (1318–1341). Byl otcem básníka Franca Sacchettiho. Obchodoval se stříbrem mezi Ragusou (dnes Dubrovník) a Benátkami, stejně jako na Balkáně a Konstantinopoli.
- Kostel Sant'Apollinare (ve stínu). Od 11. století až do roku 1737 byl kostel sponzorován rodinou Sacchettiů. Když se Florencie stala hlavním městem sjednocené Itálie, kostel byl zničen.
- Básník Franco Sacchetti, narozený v Dubrovníku v Chorvatsku, syn Benci di Uguccione Sacchetti, přezdívaný Buono.[3]
- Věž Sacchettim vložená do obranného systému Florencie v 1. století.
- Rodokmen rodiny Sacchettiů 10.–17. století. Pravá římská větev: Marquises Castel Romano a počátky Colonna-Barberini-Sacchetti, knížata Palestrina. Vlevo: Neapolská větev: Ve službě Normanům a Angevinským králům Neapole v Puglii, Kalábrii a Abruzzu.

## Galerie

Rodina Sacchettiů jako patronů umění v 17. století. Rodinná sbírka měla přes 800 obrazů a stala se základem Kapitolského muzea v Římě.
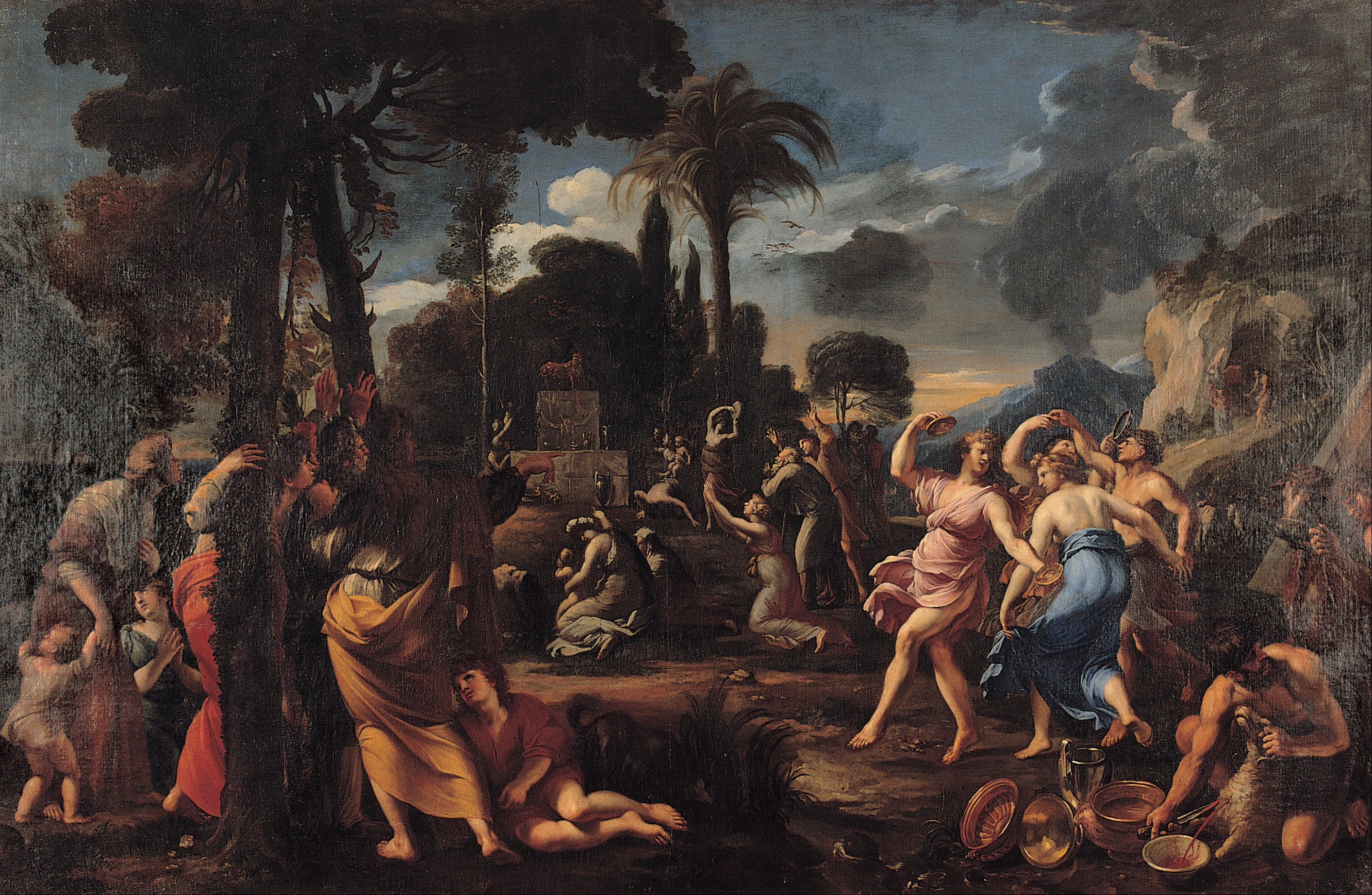
François Perrier, Klanění Zlatému teleti
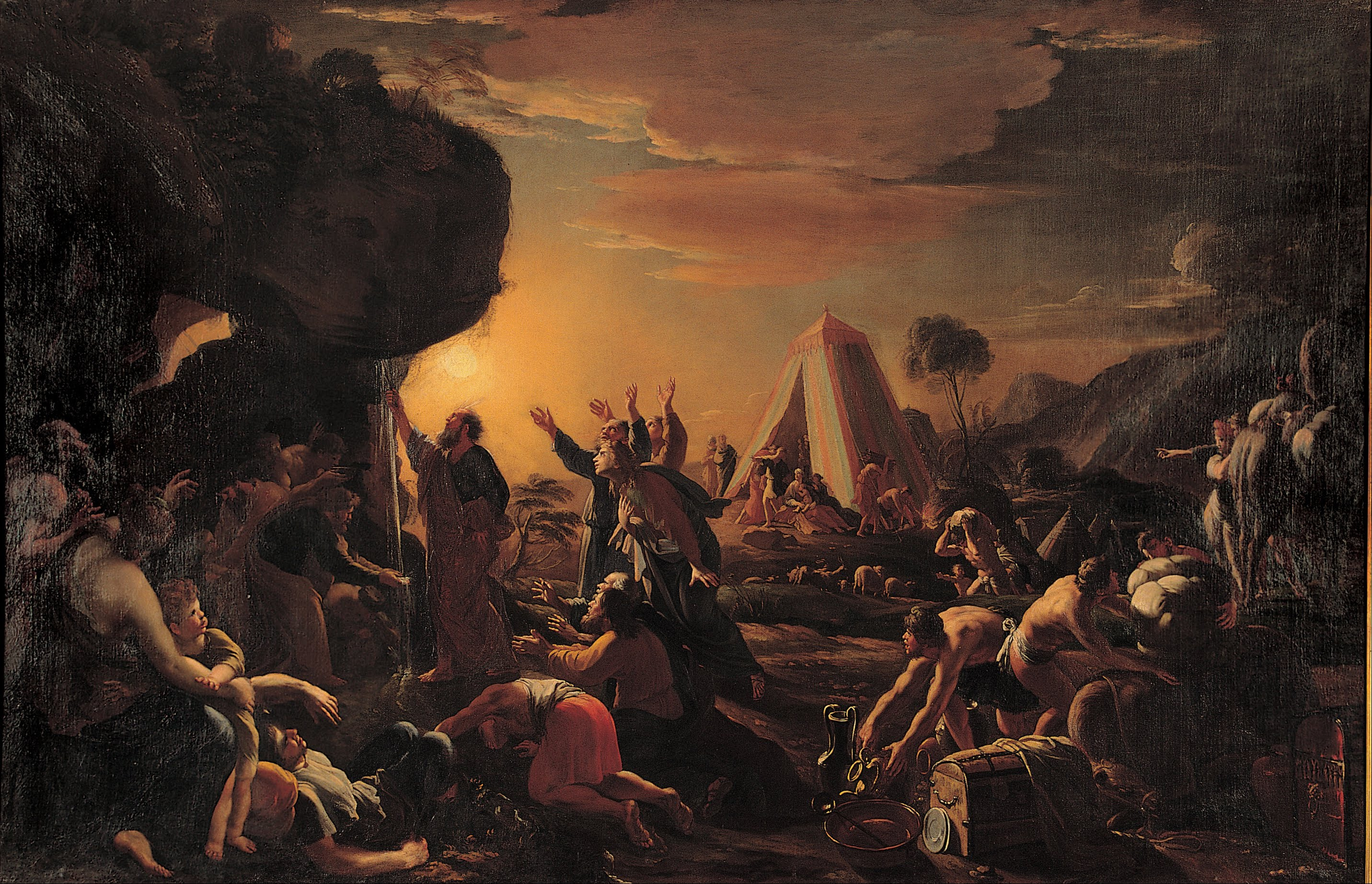
François Perrier, Mojžíš čerpá vodu ze skály
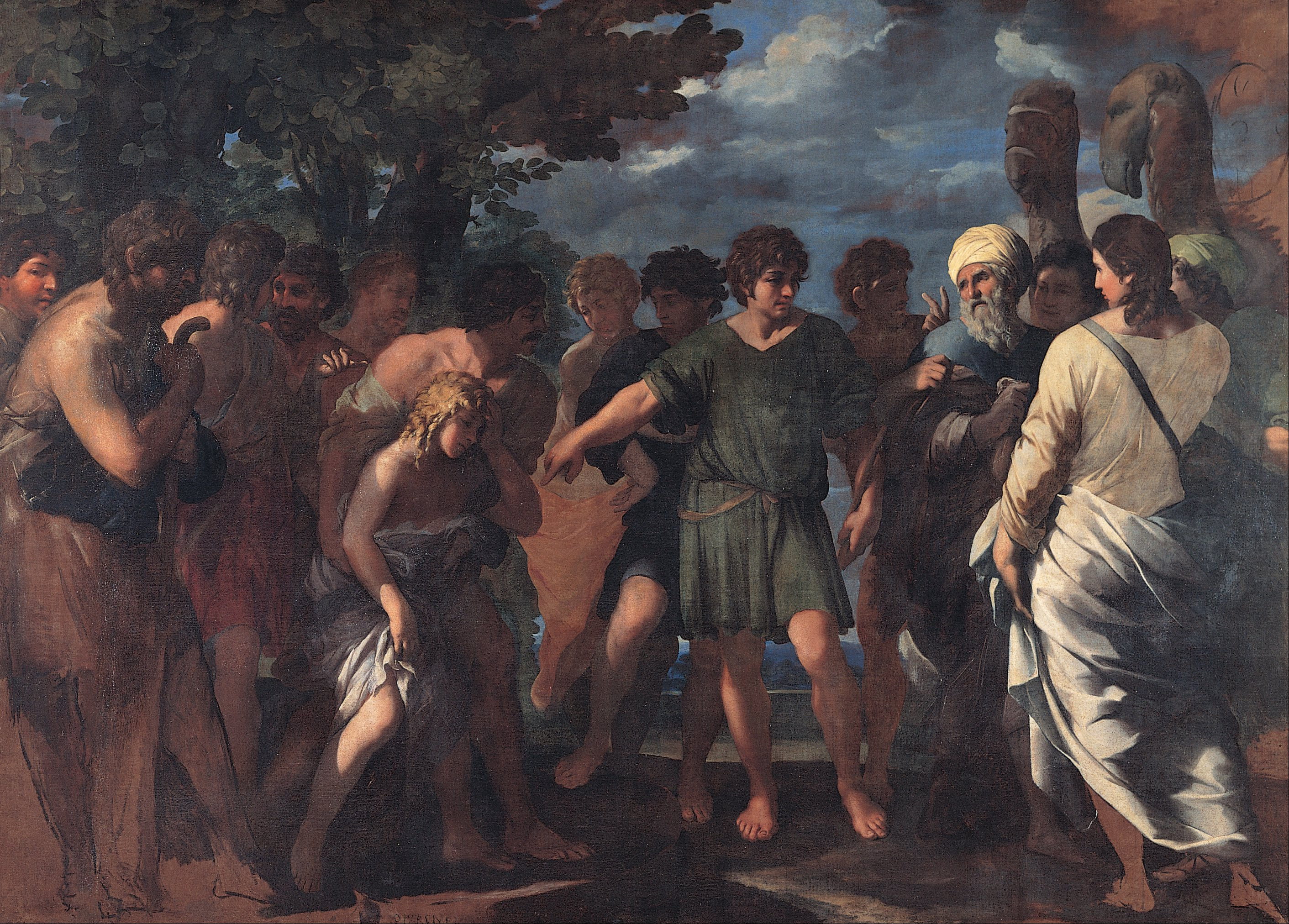
Giovanni Maria Bottala (Raffaellino Bottalla), Josef vykupuje své bratry
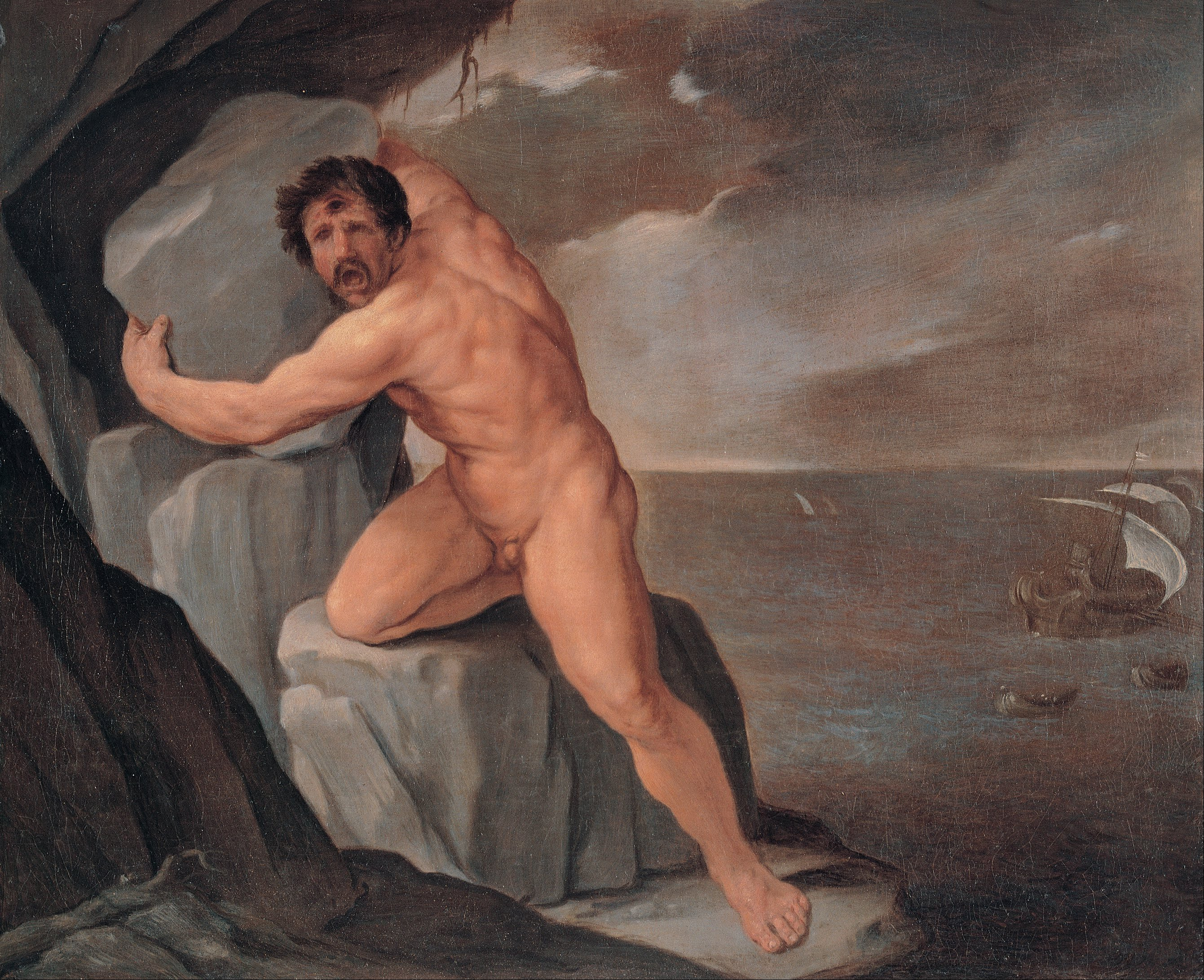
Guido Reni, Polyfémos
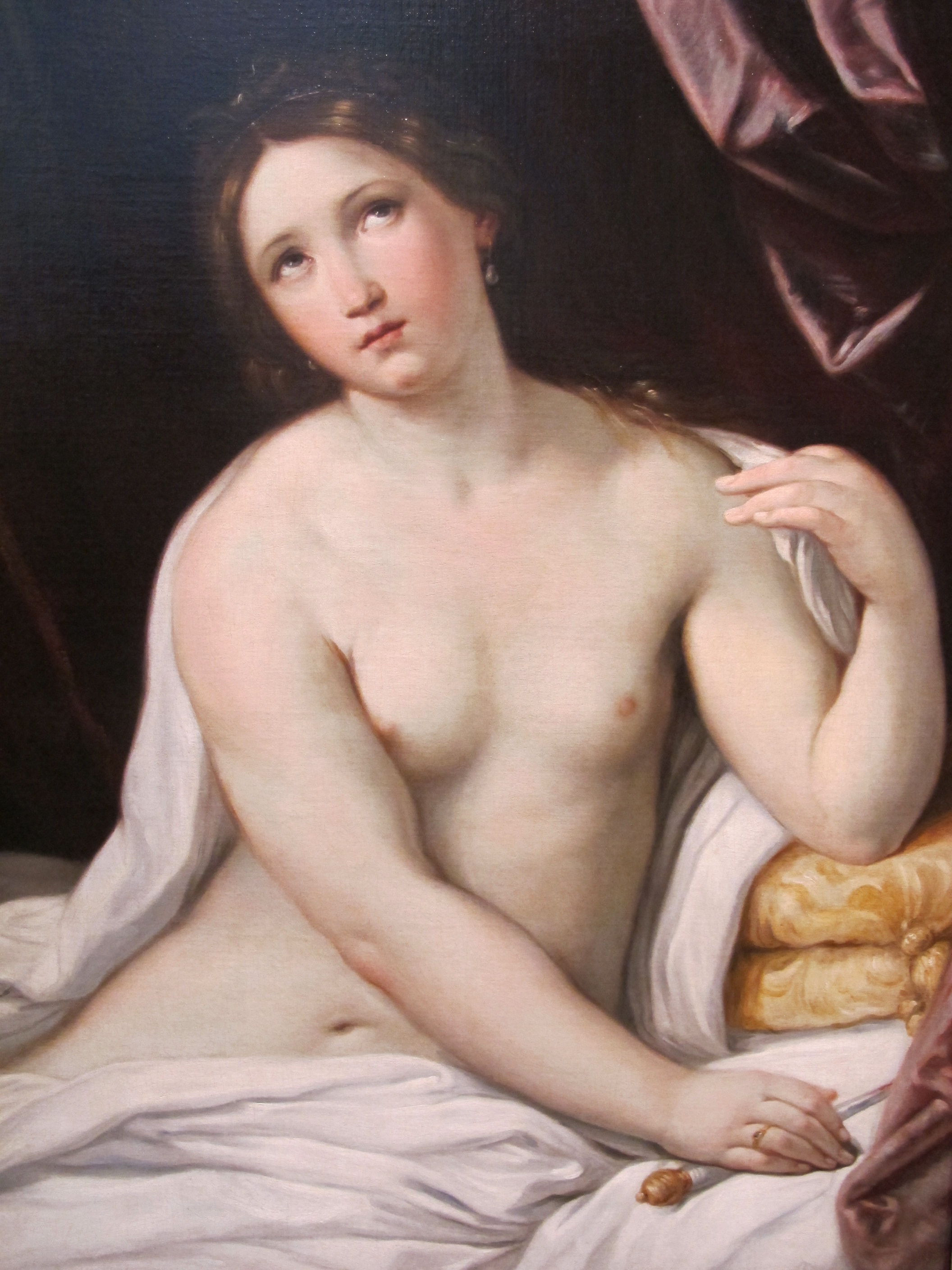
Guido Reni, Lucrezia
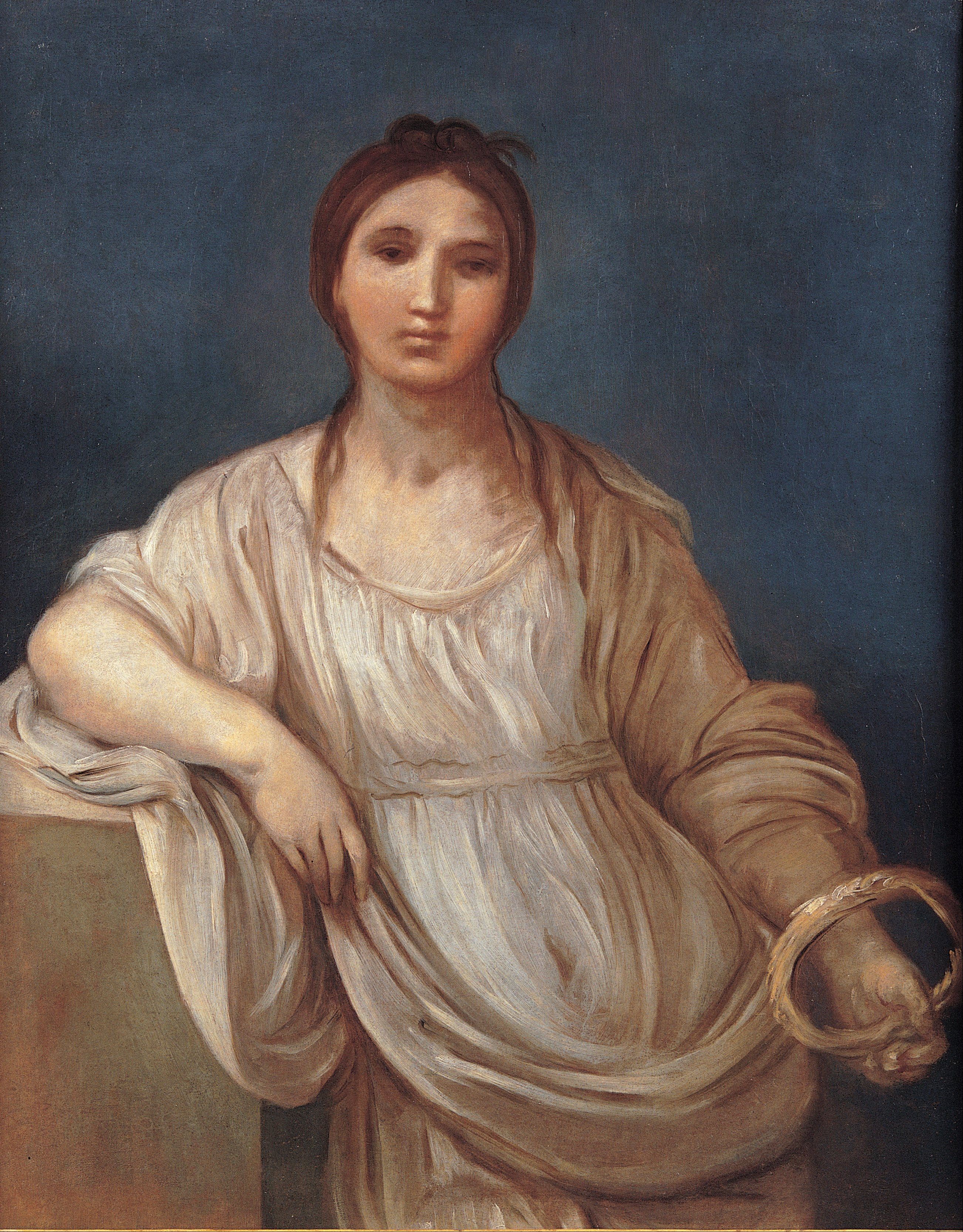
Guido Reni, Portrét dívky s korunou
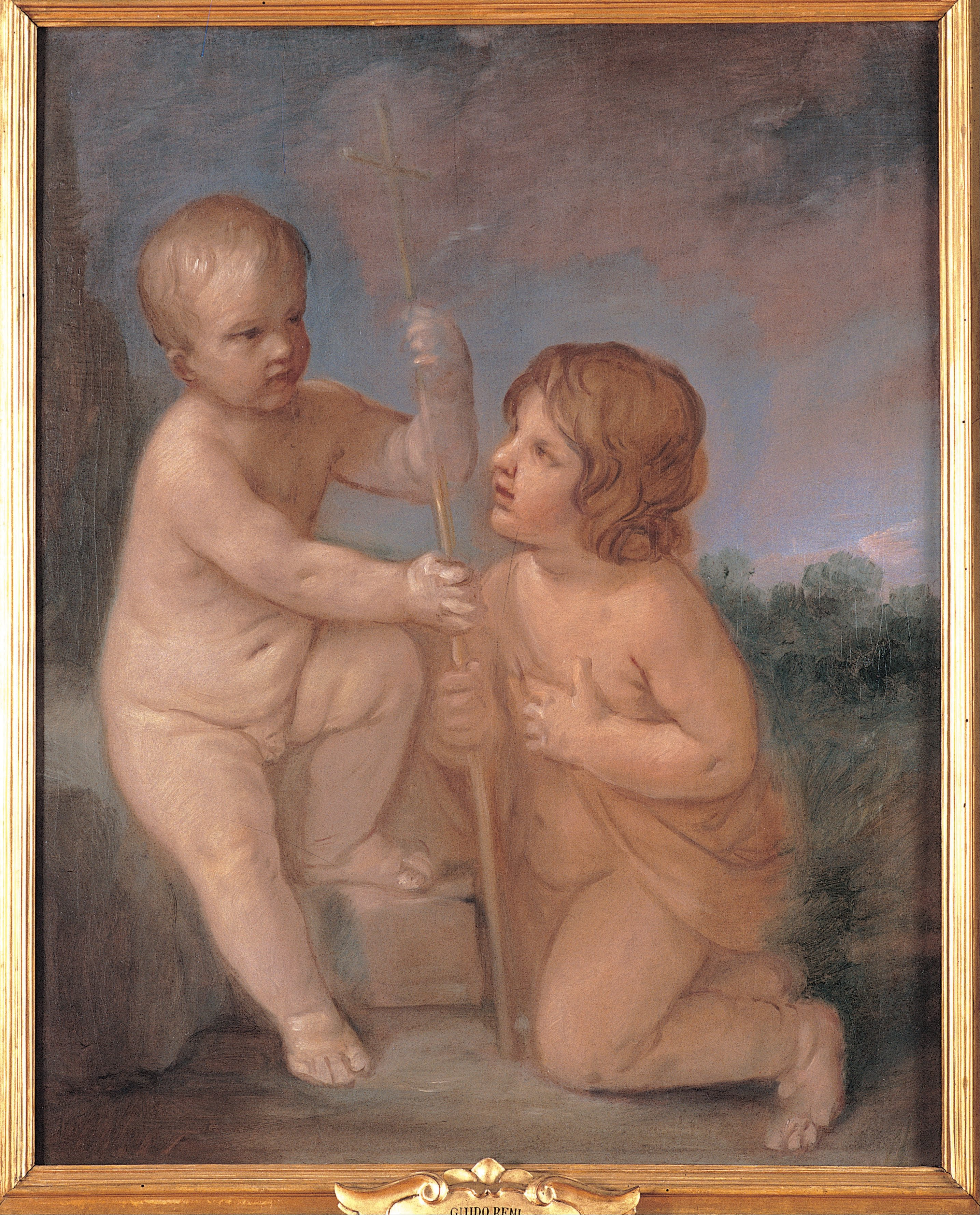
Guido Reni, Malý Ježíš se Sv. Janem
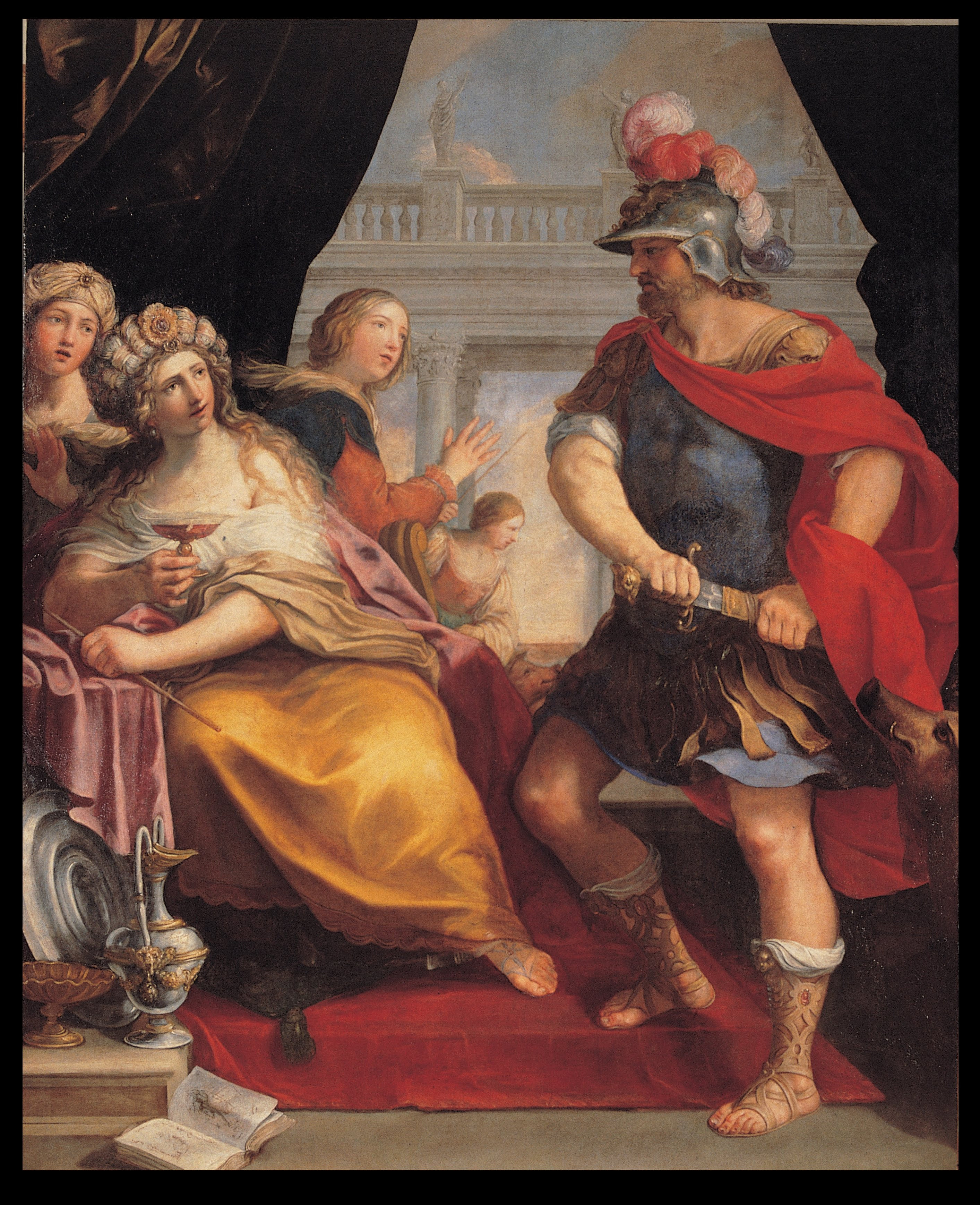
Giovanni Andrea Sirani, Odysseus a Kirké
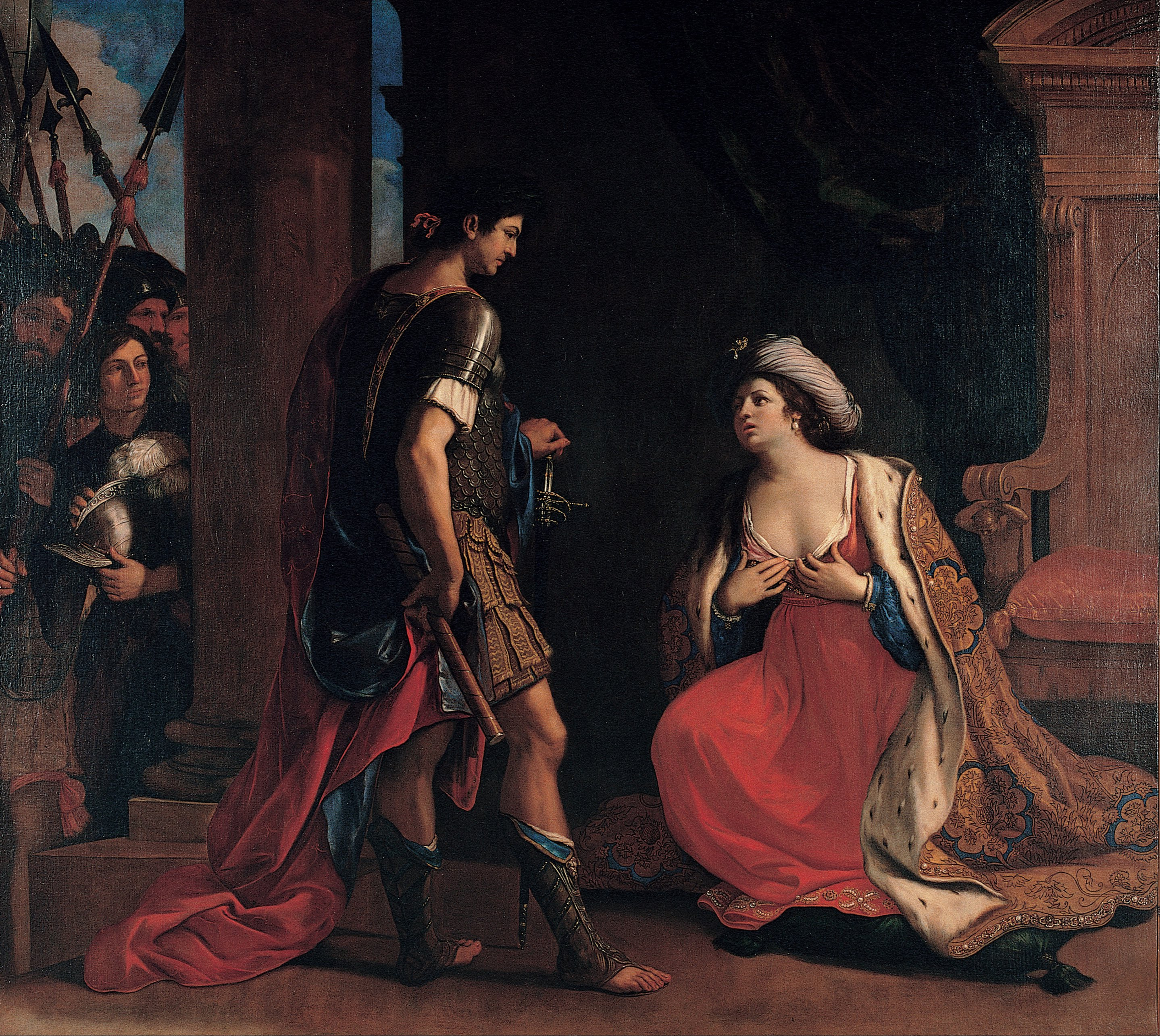
Guercino, Kleopatra a Oktavián
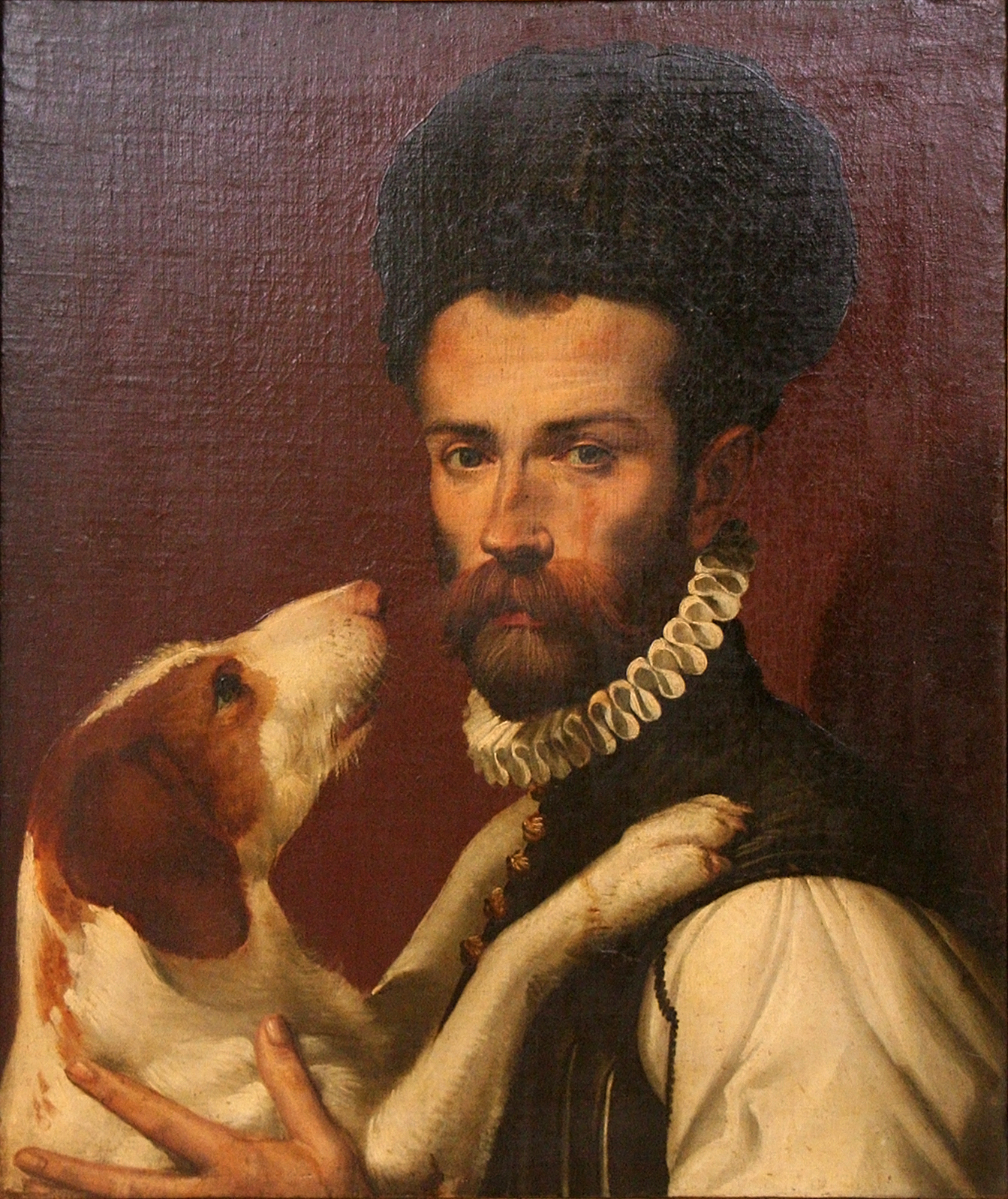
Bartolomeo Passerotti, Portrét muže se psem
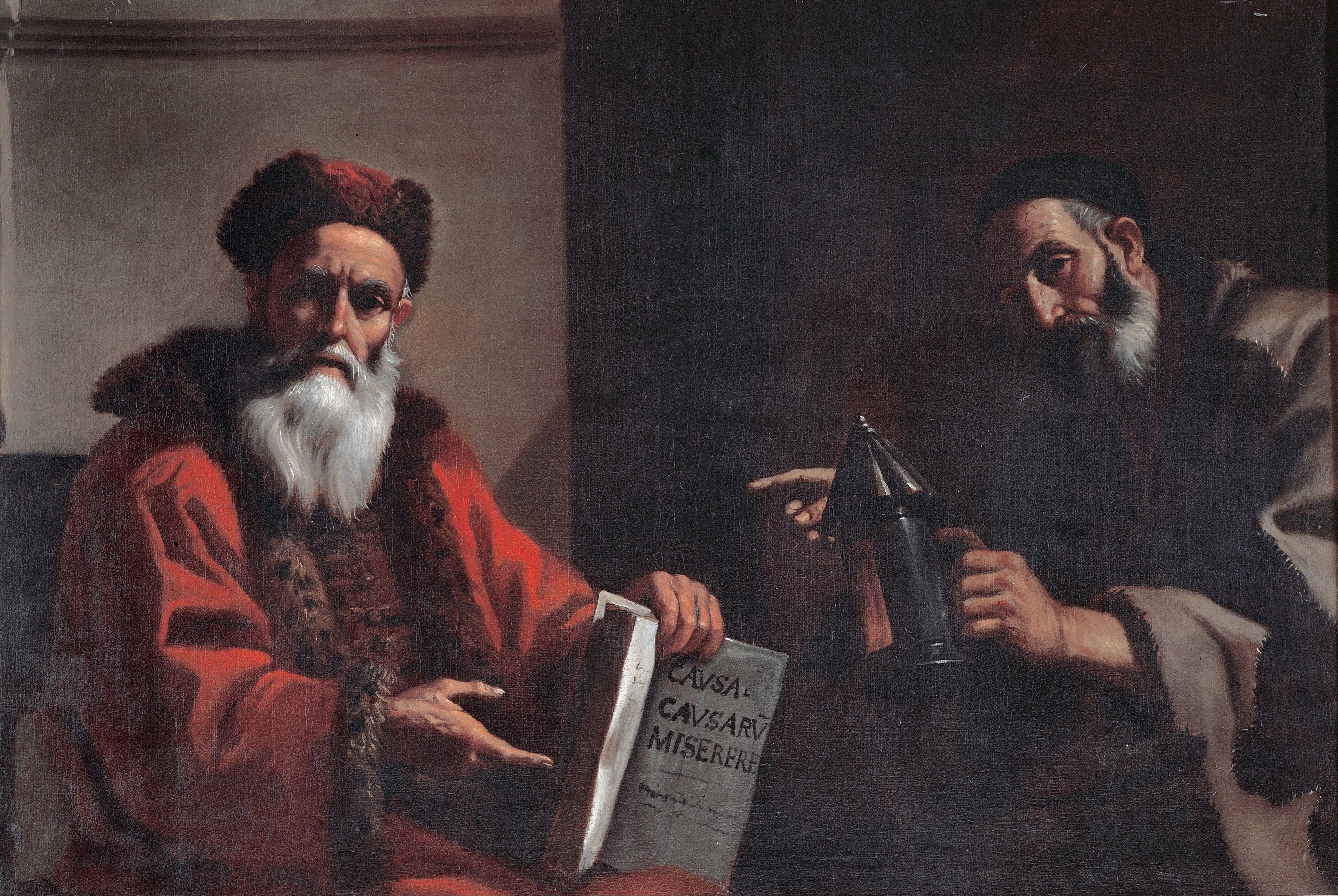
Mattia Preti, Diogenes a Platón
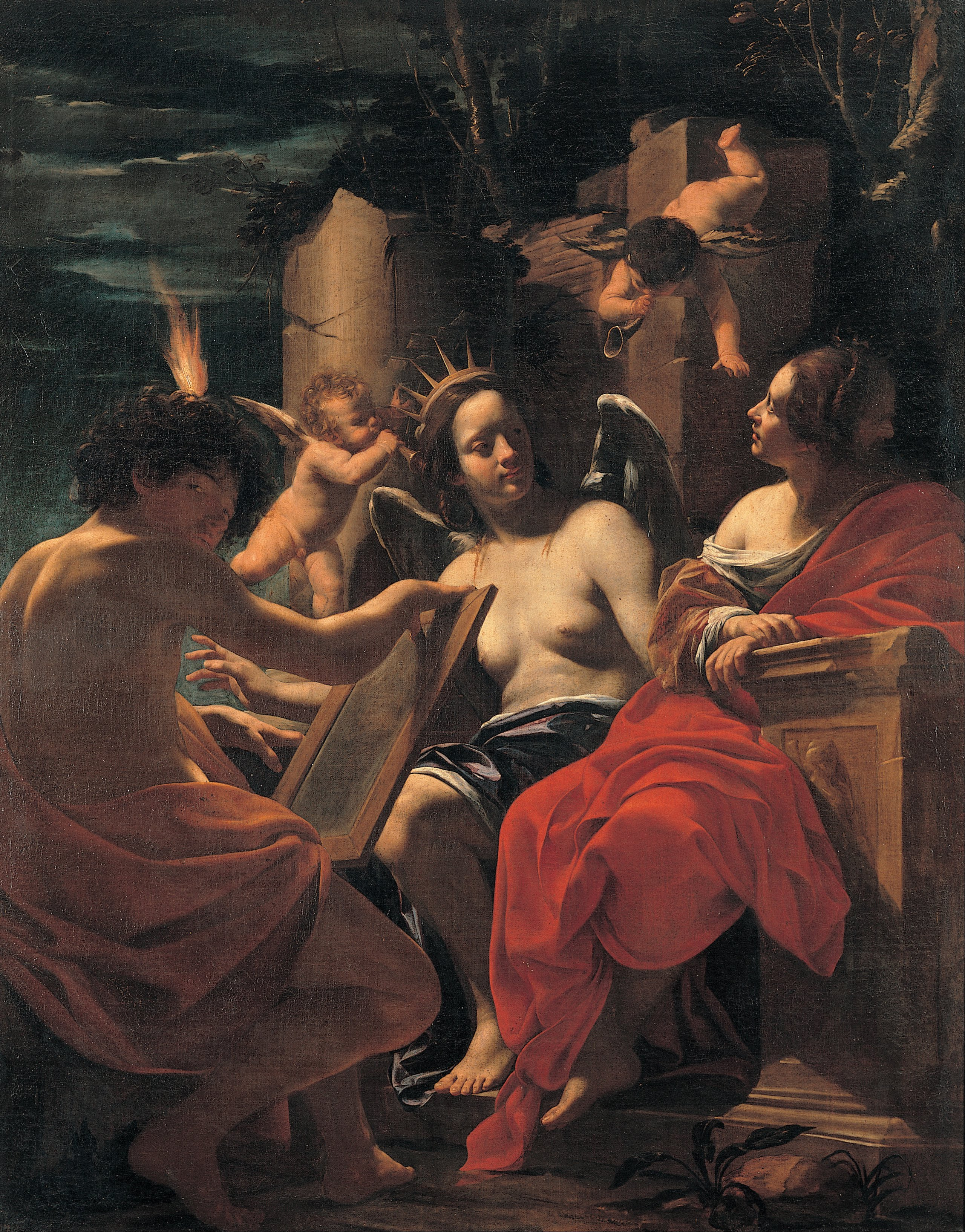
Simone Vouet, Alegorie intelektu, vůle a paměti